# Brhlík americký
Brhlík americký (Sitta canadensis) je malý zpěvný pták žijící v jehličnatých lesích Severní Ameriky, tedy zejména v Kanadě, na Aljašce a v severovýchodních a západních Spojených státech amerických.
Pojmenoval jej už Carl Linné, který jej zařadil do rodu Sitta, jehož jméno odvodil od starořeckého σιττη – sitté, které původně označovalo evropského brhlíka lesního.